# Федеральний університет Мінас-Жерайс
Федеральний університет Мінас-Жерайс (порт. Universidade Federal de Minas Gerais, UFMG) — громадський університет у місті Белу-Оризонті, штат Мінас-Жерайс, Бразилія.
UFMG, будучи найбільшим федеральним університетом, є одним з п'яти найбільших університетів Бразилії. В університеті навчається близько 50 тисяч студентів.